# Cancer Detection and Prevention
Cancer Detection and Prevention was een internationaal, aan collegiale toetsing onderworpen wetenschappelijk tijdschrift op het gebied van de oncologie. De naam wordt in literatuurverwijzingen meestal afgekort tot Canc. Detect. Prev. Nadat het in 2008 is overgenomen door Elsevier is het voortgezet onder de naam Cancer Epidemiology. Het werd uitgegeven door namens de International Study Group for the Detection and Prevention of Cancer.